# 弗雷布斯
弗雷布斯（法語：Freybouse，法語發音：[fʁɛbuz]；洛林法兰克语：Frejbuse）是法国摩泽尔省的一个市镇，属于福尔巴克-布莱摩泽尔区。

## 地理
弗雷布斯（49°0'17"N, 6°46'40"E）面积5.87 平方千米，位于法国大東部大區摩泽尔省，该省份为法国东北部内陆省份，是洛林的一部分，西南接默尔特-摩泽尔省，东临下莱茵省，北与卢森堡和德国接壤。
与弗雷布斯接壤的市镇（或旧市镇、城区）包括：埃尔斯特罗夫、弗朗卡尔特罗夫、弗雷梅斯特罗夫、格罗唐坎、埃利梅尔。

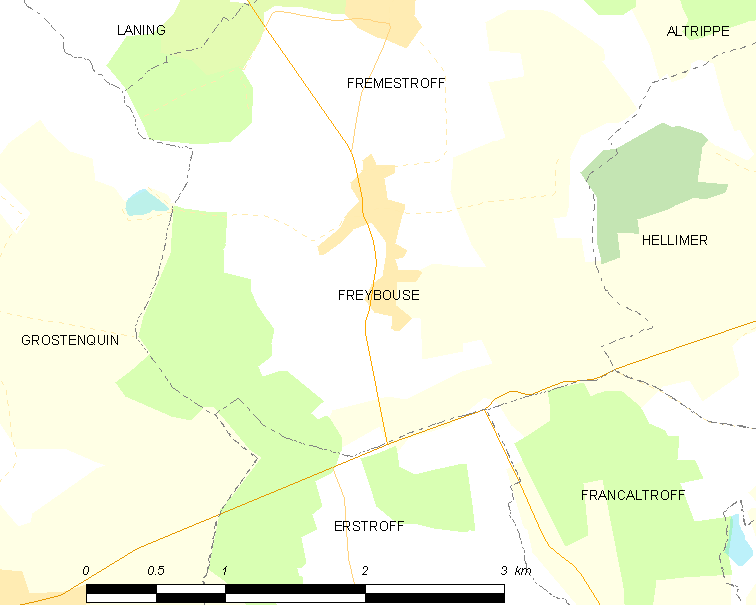
弗雷布斯的OSM定位图

弗雷布斯的时区为UTC+01:00、UTC+02:00（夏令时）。

## 行政
弗雷布斯的邮政编码为57660，INSEE市镇编码为57239。

## 政治
弗雷布斯所属的省级选区为萨拉尔布县。

## 人口

1962-2008年间弗雷布斯人口变化图示

弗雷布斯于2022年1月1日时的人口数量为428人。